# SM the Ballad Vol. 2 – Breath
SM the Ballad Vol. 2 – Breath — второй мини-альбом южнокорейского рок-балладного проекта SM the Ballad. Был выпущен 13 февраля 2014 года лейблом S.M. Entertainment при поддержке KT Music. Продюсером выступил основатель S.M. Entertainment Ли Су Ман.
Альбом стал последним, записанным в рамках данного проекта и единственным, в котором приняла участие Ли Инь, контракт которой с S.M. завершился в 2017 году. SM the Ballad Vol. 2 – Breath также стал первым и единственным релизом, записанном в обновлённом составе проекта при участии Йесона, Чжоу Ми, Чханмина, Тхэён, Чена и Кристал и последним, в котором принял участие Джонхён, скончавшийся в декабре 2017 года.

## Предпосылки и релиз
Впервые о камбэке SM the Ballad, основанного в 2010 году, было объявлено 3 февраля 2014 года руководством S.M. Entertainment, и также сообщили, что состав коллектива изменился: его покинули Джей Ким, Чжинхо и Кюхён ушли, и из первоначальных участников остался лишь Джонхён. Были добавлены Йесон (Super Junior), Чжоу Ми (Super Junior-M), Чханмин (TVXQ), Тхэён (Girls’ Generation), Чен (Exo) и Кристал (f(x)). Было также анонсировано, что оба главных сингла имеют три версии: корейскую, китайскую и японскую.
Релиз SM the Ballad Vol. 2 – Breath состоялся 13 февраля 2014 года.

## Композиции и синглы
В международной iTunes-версии альбома содержится десять композиций. Сингл «숨소리 (Breath)» в корейской версии был исполнен Тхэён и Джонхёном, в японской — Чханмином и Кристал, а в китайской — Ли Инь и Ченом. Второй сингл «내 욕심이 많았다 (Blind)» в корейской и японской версиях был исполнен Йесоном, а в китайской — Чжоу Ми.
Композиция «Dear…» выступает как интро к альбому, «Set Me Free» — соло Тхэён (в бонус-треках китайская версия исполнена Ли Инь), «하루 (A Day Without You)» — дуэт Джонхёна и Чена, «좋았던 건, 아팠던 건 (When I Was... When U Were...)» — дуэт Чена и Кристал.

## Промоушен
12 февраля 2014 года участники SM the Ballad (без Йесона и Чханмина) провели специальный концерт, где представили композиции с нового альбома. 13 февраля, в день выхода альбома, Тхэён и Джонхён выступили на M!Countdown, 14 февраля Ли Инь и Чен выступили на The Lantern Festival.

## Список композиций

### Корейская версия
| №  | Название                                              | Исполнители     | Длительность |
| -- | ----------------------------------------------------- | --------------- | ------------ |
| 1. | «Dear...»                                             |                 | 1:01         |
| 2. | «숨소리 (Breath)»                                     | Тхэён и Джонхён | 4:37         |
| 3. | «내 욕심이 많았다 (Blind)»                            | Йесон           | 3:56         |
| 4. | «Set Me Free»                                         | Тхэён           | 4:21         |
| 5. | «하루 (A Day Without You)»                            | Джонхён и Чен   | 3:36         |
| 6. | «좋았던 건, 아팠던 건 (When I Was... When U Were...)» | Чен и Кристал   | 3:54         |

### Китайская версия
| №  | Название                                        | Исполнители   | Длительность |
| -- | ----------------------------------------------- | ------------- | ------------ |
| 1. | «Dear...» (亲爱的…)                             |               | 1:01         |
| 2. | «呼吸 (Breath)»                                 | Ли Инь и Чен  | 4:37         |
| 3. | «太贪心 (Blind)»                                | Чжоу Ми       | 3:56         |
| 4. | «Set Me Free (放过我)» (Korean ver.)            | Тхэён         | 4:21         |
| 5. | «一天 (A Day Without You)» (Korean ver.)        | Джонхён и Чен | 3:36         |
| 6. | «回想 (When I Was… When U Were…)» (Korean ver.) | Чен и Кристал | 3:54         |

| №  | Название                              | Исполнители | Длительность |
| -- | ------------------------------------- | ----------- | ------------ |
| 1. | «Set Me Free (放过我)» (Chinese ver.) | Ли Инь      | 4:21         |

### Международная версия дляiTunes
| №   | Название                                              | Исполнители       | Длительность |
| --- | ----------------------------------------------------- | ----------------- | ------------ |
| 1.  | «Dear...»                                             |                   | 1:01         |
| 2.  | «숨소리 (Breath)»                                     | Тхэён и Джонхён   | 4:37         |
| 3.  | «내 욕심이 많았다 (Blind)»                            | Йесон             | 3:56         |
| 4.  | «Set Me Free»                                         | Тхэён             | 4:21         |
| 5.  | «하루 (A Day Without You)»                            | Джонхён и Чен     | 3:36         |
| 6.  | «좋았던 건, 아팠던 건 (When I Was... When U Were...)» | Чен и Кристал     | 3:54         |
| 7.  | «Breath» (Japanese ver.)                              | Чханмин и Кристал | 4:37         |
| 8.  | «僕のせいだよ (Blind)» (Japanese ver.)                | Йесон             | 3:56         |
| 9.  | «呼吸 (Breath)» (Chinese ver.)                        | Ли Инь и Чен      | 4:37         |
| 10. | «太贪心 (Blind)» (Chinese ver.)                       | Чжоу Ми           | 3:56         |

## Чарты
| Название                 | Ппиковая позиция | Ппиковая позиция |
| Название                 | KOR              | KOR              |
| Название                 | Gaon             | Billboard        |
| ------------------------ | ---------------- | ---------------- |
| «Breath»                 | 3                | 6                |
| «Blind»                  | 56               | —                |
| «Set Me Free»            | 18               | —                |
| «One Day»                | 8                | —                |
| «When I Was When U Were» | 31               | —                |

| Чарт                             | Пиковая позиция |
| -------------------------------- | --------------- |
| Еженедельный альбомный чарт Gaon | 1               |
| Ежемесячный альбомный чарт Gaon  | 5               |
| Ежегодный альбомный чарт Gaon    | —               |

## Продажи и сертификации
| Чарт (2014)                                   | Продажи |
| --------------------------------------------- | ------- |
| Gaon (корейская версия)                       | 41,506  |
| Gaon (китайская версия)                       | 21,716  |
| Gaon (цифровые для корейской версии «Breath») | 464,673 |
| Gaon (цифровые для китайской версии «Breath») | 19,290  |